# Yevgeni Kniter
Yevgeni „Yoni“ Kniter (* 28. Juli 1982) ist ein israelischer Eishockeyspieler, der seit 2011 bei den Maccabi Metulla Eggenbreggers in der israelischen Eishockeyliga unter Vertrag steht.

## Karriere
Kniter begann seine Karriere in Haifa bei den dortigen Hawks, für die er zunächst bis 2005 in der israelischen Eishockeyliga spielte. Nach zwei Jahren beim HC Metulla kehrte er 2007 noch einmal in die Hafenstadt am Mittelmeer zurück und gewann mit den Hawks 2008 die israelische Meisterschaft durch einen 4:2-Endspielsieg gegen den HC Metulla, zu dem er dann zur kommenden Spielzeit erneut wechselte. Nach zwei vierten Plätzen 2008 und 2009 gelang ihm mit dem Team aus Israels nördlichster Gemeinde 2011 ebenfalls der Gewinn des Landesmeistertitels, als im Endspiel Titelverteidiger Monfort Ma’alot mit 5:1 bezwungen werden konnte. Anschließend zog es ihn zum Lokalrivalen Maccabi Metulla Eggenbreggers, mit dem er durch einen 2:1-Finalerfolg gegen die Icebergs Bat Yam gleich im ersten Jahr seinen dritten israelischen Meistertitel erringen konnte.

### International
Im Juniorenbereich spielte Kniter bei der U18-D-Europameisterschaft 1998 sowie den U18-Weltmeisterschaften 1999 und 2000, wo er mit Israel jeweils in der Europa-Division II spielte.
Für die Herren-Nationalmannschaft nahm Kniter in der Division I an der Weltmeisterschaft 2006, in der Division II an den Weltmeisterschaften 2005, 2007, 2008, 2009, 2010, 2012, 2013, 2014, 2015 und 2016 sowie in der Division III an der Weltmeisterschaft 2011 teil. Zudem stand er für Israel bei der Qualifikation für die Olympischen Winterspiele 2014 in Sotschi auf dem Eis.

## Erfolge und Auszeichnungen
- 2005 Aufstieg in die Division I bei der Weltmeisterschaft der Division II, Gruppe B
- 2008 Israelischer Meister mit den Haifa Hawks
- 2011 Aufstieg in die Division II bei der Weltmeisterschaft der Division III
- 2011 Israelischer Meister mit dem HC Metulla
- 2012 Israelischer Meister mit den Maccabi Metulla Eggenbreggers
- 2013 Aufstieg in die Division II, Gruppe A, bei der Weltmeisterschaft der Division II, Gruppe B